# Shelley Kerr
Michelle „Shelley“ Kerr, MBE (* 15. Oktober 1969 in Broxburn) ist eine ehemalige schottische Fußballspielerin und derzeitige Trainerin. Von 2017 bis 2020 war sie Trainerin der schottischen Fußballnationalmannschaft der Frauen.

## Karriere

### Verein
Kerr begann mit dem Fußballspielen in der Schule. Im Sommer 2002 wechselte sie zum Start der Scottish Women’s Premier League zu den Kilmarnock Ladies, die in der letzten Saison der Scottish Women’s Football League den Titel gewonnen hatten. Am 25. September 2002 bestritt sie für Kilmarnock ihr erstes Spiel im UEFA Women’s Cup. Die Schottinnen schieden als Gruppendritte aus. Die erste Saison der Premier League beendete Kilmarnock als Meister, was danach noch nicht wieder gelang. Im Januar 2005 wechselte sie mit ihrer Mitspielerin Nicky Grant in den Süden zu den Doncaster Rovers Belles. In ihrer ersten Saison konnte sie in vier Spielen mit einem Tor dazu beitragen, dass die Belles als Achter den Abstieg vermieden. 2005/06 hatte sie 13 Einsätze und die Belles konnten sich auf den vierten Platz verbessern. 2006/07 fielen die Belles wieder in die unteren Tabellenregionen. Kerr verließ nach drei Spielzeiten die Belles und kehrte nach Schottland zurück, wo sie mit Hibernian Edinburgh im Mai 2008 das Pokalfinale als Kapitänin gewann.

### Nationalmannschaft
Kerr spielte erstmals am 30. April 1989 für die schottische Fußballnationalmannschaft. Aufgrund einer neunjährigen Pause, in der sie Mutter wurde, kam sie nur auf 59 Länderspiele. Ihre letzten beiden Länderspiele bestritt sie im Oktober 2008 gegen Russland als Kapitänin mit 39 Jahren in den Playoffspielen der Qualifikation zur EM 2009. Die Schottinnen hatten sich als zweitbester Gruppendritter, die Russinnen als Gruppenzweiter für diese Runde qualifiziert. Nach einer 2:3-Heimniederlage in Edinburgh gewannen die Schottinnen zwar das Rückspiel in Naltschik mit 2:1, schieden aber aufgrund der Auswärtstorregel aus. Kerr, die bereits nach dem Zypern-Cup 2008 zurückgetreten war und dann doch wieder zu einem Comeback überredet wurde, beendete nun endgültig ihre Nationalmannschaftskarriere.

### Trainerin
Bereits während ihrer Zeit als Spielerin beim FC Kilmarnock übernahm sie die Aufgaben der Trainerin, nachdem der vorherige Trainer den Verein verlassen hatte. Auch in ihrer Zeit bei Hibernian und Spartans arbeitete sie als Spielertrainerin. 2009 wurde sie „Technical and Development Programme Manager for Girls and Women’s Football“ beim schottischen Verband und Trainerin der U-19-Mannschaft. Diese führte sie zur U-19-Fußball-Europameisterschaft der Frauen 2010, wo die Schottinnen aber mit einem Remis und zwei Niederlagen nach der Gruppenphase ausschieden. Aufgrund zunehmender Verpflichtungen für den Verband, gab sie 2010 ihre Tätigkeit bei Spartans auf.
Im März 2013 wurde sie Trainerin des Arsenal Women FC und gewann mit den Gunners den Ligapokal 2013 sowie den FA Cup 2012/13 und 2013/14. Nach dem Pokalsieg im Juni 2014 beendete sie ihre Tätigkeit in London und kehrte nach Schottland zurück. Im August 2014 wurde sie Trainerin der Männermannschaft der University of Stirling. Sie führte die Mannschaft bis ins Finale der BUCS Football League.
Im April 2017 wurde bekannt gegeben, dass sie als Nachfolgerin von Anna Signeul nach der EM 2017 Trainerin der Frauennationalmannschaft würde. Signeul hatte die Schottinnen seit 2005 trainiert, sie zu ihrer ersten EM-Teilnahme 2017 geführt und dann bekannt gegeben, dass sie nach der EM als schottische Nationaltrainerin aufhören würde.
Kerrs erstes Spiel als Nationaltrainerin wurde am 14. September 2017 mit 3:0 gegen Ungarn gewonnen. Einen Monat später begann die Qualifikation zur WM 2019. Die Schottinnen starteten mit zwei Siegen gegen Belarus und Albanien, verloren dann aber im April erstmals gegen die Schweiz. Danach gewannen beide bis zum erneuten Aufeinandertreffen ihre Spiele. Das Rückspiel konnten die Schottinnen mit 2:1 gewinnen, benötigten aber im letzten Spiel in Albanien einen Sieg und polnische Schützenhilfe gegen die Schweiz. Da die Schweizerinnen nur zu einem torlosen Remis in Polen kamen, reichte den Schottinnen ein 2:1-Sieg in Albanien um sich erstmals für eine WM-Endrunde zu qualifizieren, wo sie wie bei der EM im ersten Spiel auf England treffen werden.
Bei der WM-Endrunde wurden die ersten beiden Spiele gegen England und Japan jeweils mit 1:2 verloren. Im letzten Gruppenspiel gegen Argentinien führten die Schottinnen nach 69 Minuten mit 3:0, kassierten in der vierten Minute der Nachspielzeit aber noch den Treffer zum 3:3 und schieden dadurch aus. Im Dezember 2020 erklärte sie ihren Rücktritt, nachdem die Qualifikation zur Europameisterschaft 2022 verpasst worden war.

## Erfolge
- Spielerin:
  - Schottischer Meister: 2002
  - Scottish Women’s Cup: 2008
- Trainerin:
  - Englische Ligapokalsiegerin 2013
  - Englische Pokalsiegerin 2012/13, 2013/14
  - Qualifikation für die WM 2019